# Kavitation
Kavitation är ett fenomen där snabba tryckförändringar i en vätska leder till skapandet av små ångfyllda håligheter på platser där trycket är relativt lågt. Vätskan "kokar" d.v.s. övergår lokalt i gasform. Kavitation förekommer aldrig renodlad utan är alltid en blandning av gasbildning, inlöst luft i vätskan som frigörs och expansion av inblandade luftbubblor i vätskan.

## Skadeverkningar

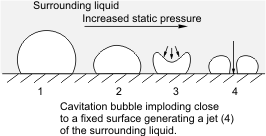
Fig.1: Kavitationsblåsa som imploderar mot en fast yta.

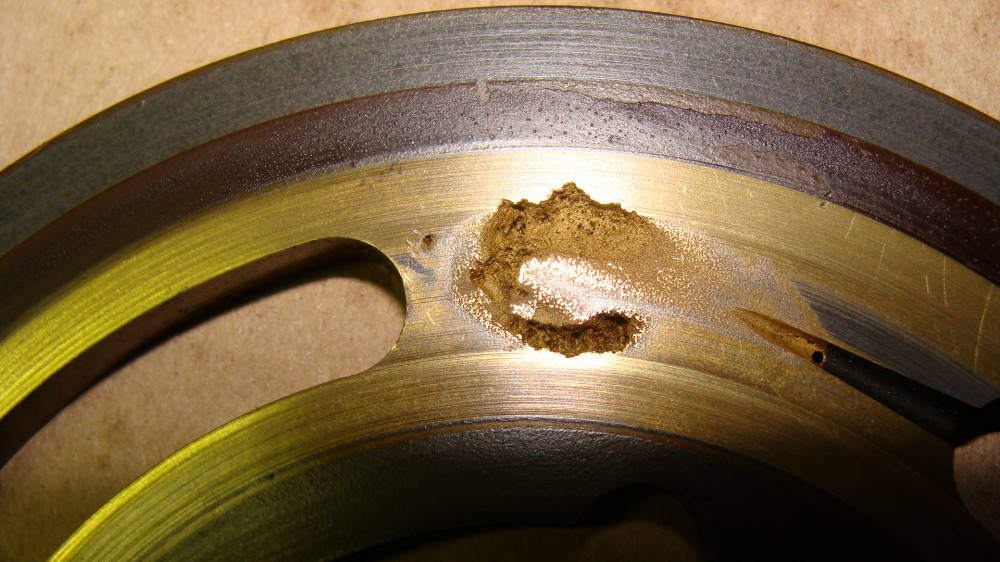
Kavitationsskador vid övergång sugsida-trycksida på en ventilskiva till en hydraulpump (deplacement pump). Kavitationsblåsorna imploderar när dessa kommer in i tryckzonen. Skadebilden visar sig med tiden i form av den karakteristiska "hästskoformen". Skadorna ger en avsevärt ökning av det inre läckaget mellan tryck och sugsida.

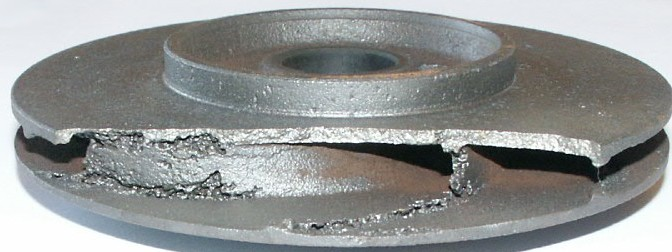
Kavitationsskador på ett pumphjul till en centrifugal-pump för pumpning av vatten som lett till ett större materialbrott.

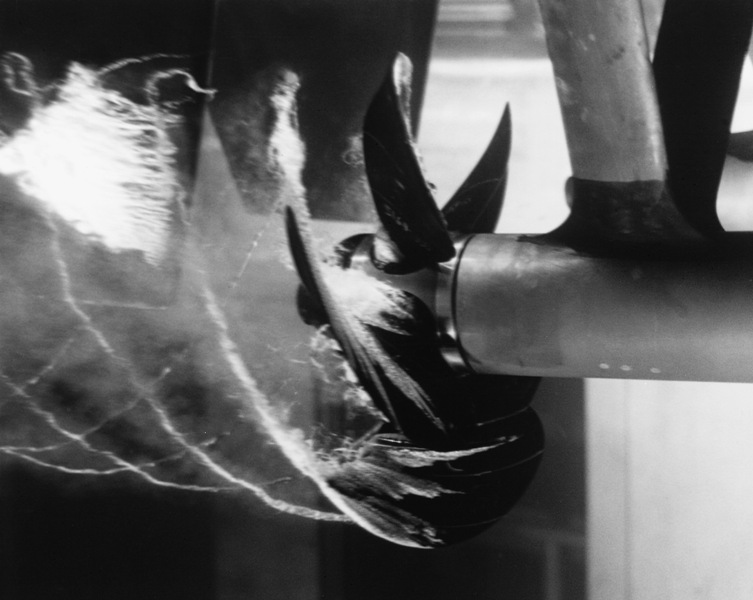
Kavitation vid utprovning av en fartygspropeller. Kaviationsblåsorna bildar spiralformade banor som följer strömningslinjerna i vätskan efter propellern.

I det fall kavitationsbubblorna till stor del utgörs av enbart gas som imploderar (i motsats till explosion) när det statiska trycket stiger, kan det utbildas en mycket tunn jetstråle från bubblan som med stor kraft kan skada närliggande ytor av fast material. Det principiella förloppet som visas i figur 1 har verifierats med höghastighetsfilmning. En blåsa utbildas i en lågtryckzon som fäster mot en fast yta och imploderar när det omgivande statiska trycket stiger. Effekten blir densamma som tusentals spetsiga nålar som med stor kraft hamrar mot ytan varvid materialets brottgräns kan överskridas, vilket på sikt leder till en synbar materialavgång som oftast visar sig som ett "månlandskap" i miniformat med tusentals små kratrar. 
Skadebilden liknar mycket den som uppstår vid ett långvarigt korrosionsangrepp efter att man rengjort ytan från korrosionsprodukter. Detta är ett känt fenomen i till exempel centrifugal- och propellerpumpar av olika slag och propellrar på fartyg där kavitationsblåsorna imploderar när de kommer in i högtryckszonen på propellerbladen. Vid felaktigt utformade pump- och propellerblad för en viss strömningshastighet kan kavitation ge förödande effekter på kort tid med stor materialavgång vilket i sig skapar en råare yta som initierar ökade strömningsförluster vilket ökar kavitationens omfattning. I slutänden kan kontinuerlig kavitation leda till direkta haverier. I alla maskiner som arbetar med strömmande vätskor i någon form med växlande lågt och högt statiskt tryck måste hänsyn tas till möjligheten för kavitation på ett tidigt skede i konstruktionsarbetet.

## Vanlig orsak till kavitationens uppkomst
Den vanligaste orsaken till kavitation i vätskepumpar är för stora tryckförluster i sugledningen genom för stora strömningsförluster p.g.a. för klena sugledningar, för skarpa ändringar i strömningsriktningen eller en kombination av strömningsförluster och för stor "sughöjd". När vätskan strömmar in i pumphjulet och lokalt utsätts för mycket höga strömningshastigheter (lokalt lågt statiskt tryck) jämfört med vad som gäller i medeltal i sugledningen har den marginal mot kavitation som atmosfärstrycket svarar för helt eliminerats och vätskan kaviterar.   
Hårda och spröda material har generellt sett betydligt sämre motstånd mot kavitation än sega material. Den luft som finns i vätskan i form av fria luftbubblor kan ha en viss dämpande effekt på kavitationens implosionsfas. I vissa svårlösta kavitationsfall använder man också luftinblandning i sugledningen för att dämpa kavitationens skadeverkningar. Inom hydrauliken kan luftbubblor med innehåll av olja i gasform ge samma skadebild på angränsande fast material som kavitation genom s.k. "dieseleffekt" när tryckstegringen är tillräckligt stor och gasen i luftbubblorna antänds.   
Prover har utförts med ytbeläggning av pumphjul till vattenpumpar med påvulkat gummimaterial, men i dessa fall erhålls i stället en typ av "apelsinskalseffekt" där det mjukare materialet brister en bit in i materialet fast ytan är oskadad. På sikt skalas ytbeläggningen av och på den frilagda metallytan utbildas kavitationsskador som beskrivits ovan.

## Historia
Redan 1754 spekulerade den schweiziske matematikern Leonhard Euler (1707–1783) om möjligheten till kavitation.
År 1859 publicerade den engelske matematikern William Henry Besant (1828–1917) en lösning på problemet med dynamiken i kollapsen av en sfärisk kavitet i en vätska, som hade presenterats av den irländska matematikern George Stokes.
År 1894 studerade den irländska vätskedynamikern Osborne Reynolds (1842–1912) bildandet och kollapsen av ångbubblor i kokande vätskor och i förträngda rör.
Termen kavitation dök upp första gången 1895 i en tidning av John Isaac Thornycroft (1843–1928) och Sydney Walker Barnaby (1855–1925, son till Sir Nathaniel Barnaby som var konstruktör för Royal Navy)